# Koopram

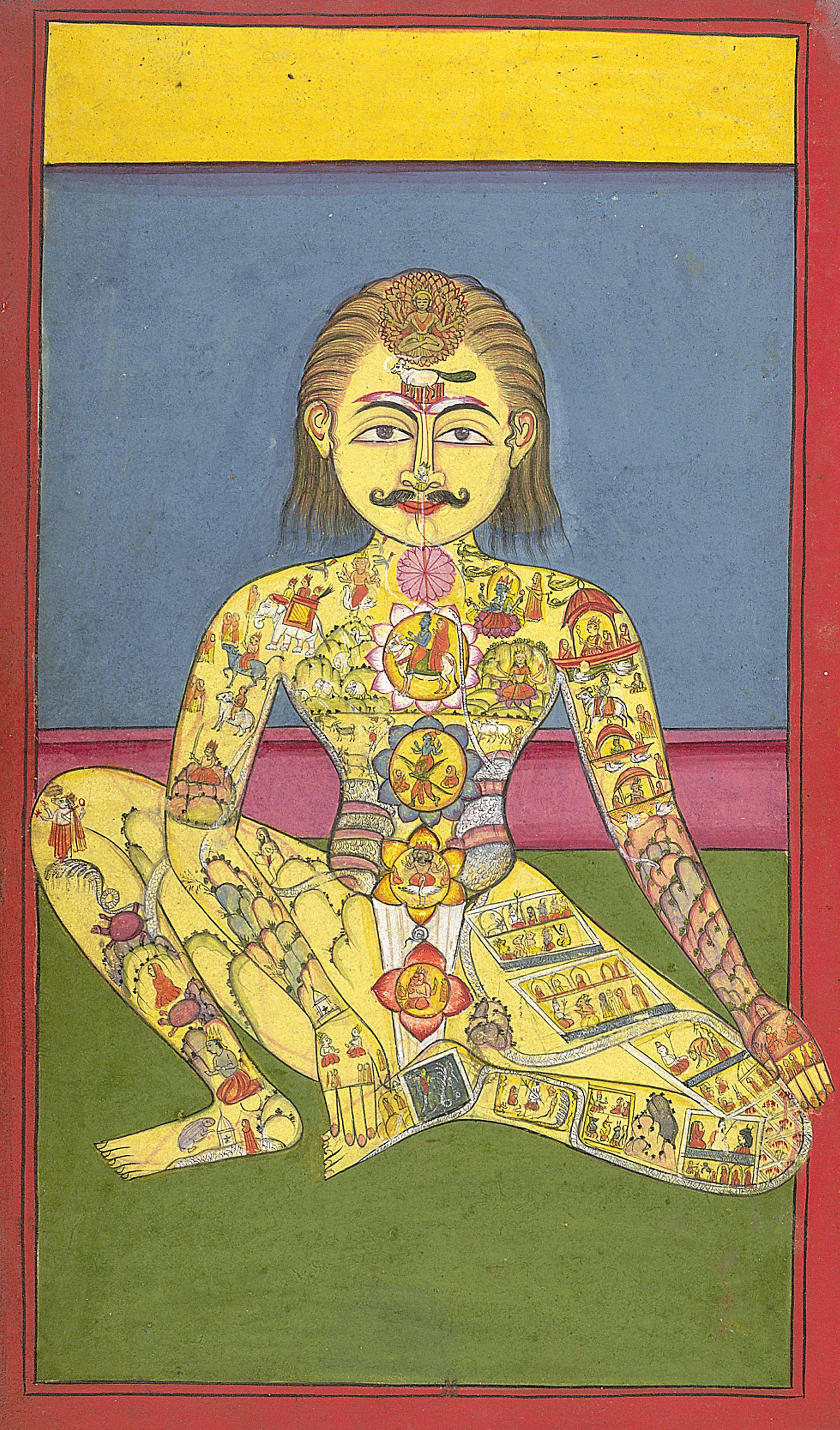
Oude Tibetaanse kaart met de 7 Chakra's en de belangrijkste marmapunten.

Koopram (Koopram-punt) is een marmapunt gelegen op de rug. Marmapunten worden in Oosterse filosofieën gebruikt bij massage, yoga, reflexologie en reiki. Men gelooft dat een marmapunt op een nadi ligt en zo een uitwerking kan hebben op een bepaald lichaamsdeel, proces of emotie
| Koopram |                                                                                     |
| ------- | ----------------------------------------------------------------------------------- |
| Positie | Koopram is gelegen op de middenrug, ongeveer een handbreedte onder het schouderblad |
| Functie | dit punt heeft invloed op adrenaline evenwicht in het lichaam                       |

## Overige marmapunten
Naar schatting zijn er 62.000 marmapunten in het lichaam. De belangrijkste 52 zijn: